# Friedrich II. von Parsberg (Eichstätt)

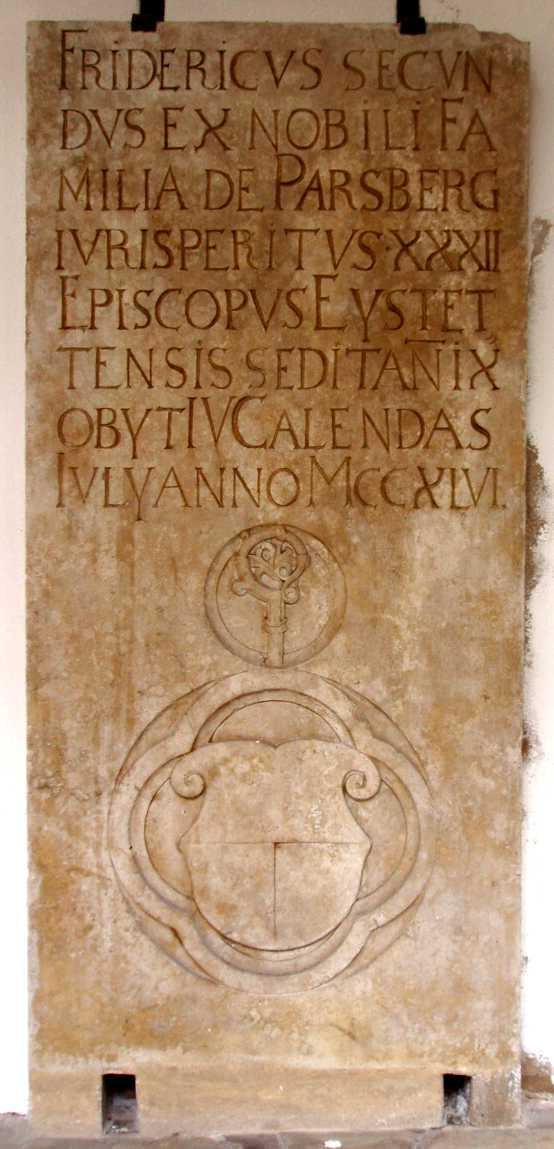
Grabstein im Eichstätter Dom

Friedrich II. von Parsberg, auch Friedrich II. von Beratzhausen († 28. Juni 1246) war Fürstbischof von Eichstätt von 1237 bis 1246.

## Herkunft
Friedrich II. von Parsberg stammte aus dem Geschlecht derer von Parsberg, aus einer Seitenlinie benannt nach Beratzhausen (siehe auch Liste bayerischer Adelsgeschlechter). Das namensgebende Parsberg ist heute eine Stadt im Oberpfälzer Landkreis Neumarkt in der Oberpfalz, der Markt Beratzhausen liegt heute im Oberpfälzer Landkreis Regensburg. In den Quellen erscheint der Bischof sowohl als de Berhardeshusen als auch als de Parsperc.

## Leben
Friedrich II. von Parsberg wurde ab 1229 als Eichstätter Domherr und weiterer Ämter genannt. 
Als Bischof trat er auf einer Provinzialsynode in Mainz in Erscheinung, wo er Unterstützung gegen den Grafen Gebhardt IV. von Dollnstein-Hirschberg und seiner ihm verbundenen Ministerialen und Bürger in Eichstätt einforderte. Diesem Konflikt ging die Exkommunikation des Grafen von Dollnstein-Hirschberg unter seinem Vorgänger Heinrich III. von Ravensburg voraus, deren Bedeutung Friedrich II. dadurch verstärkte, dass ihm König Konrad IV.  1237 in Hagenau bestätigte, dass Exkommunizierte nicht belehnt werden könnten. Die Fraktion des Grafen war offenbar so stark gewesen, dass sie den Bischof vor der Synode mit seinen geistlichen Anhängern aus Eichstätt vertrieben hatten, Laien zu deren Nachfolgern wählten und die Domsakristei plünderten. Nach der Ermordung des Grafen Gebhards III. von Dollnstein-Hirschberg bei der Belagerung der bischöflichen Burg Nassenfels machte Graf Gebhardt IV. schließlich 1245 Zugeständnisse an den Bischof.
Albert Behaim beauftragte 1240 Friedrich II., das Interdikt über Nürnberg, Weißenburg und Greding zu verhängen, die Kaiser Friedrich Hilfstruppen nach Italien geschickt hatten. Hier bemühte sich Friedrich II. wie auch andere Bischöfe um eine Vermittlung zwischen Kaiser und Papst, wozu der Aufenthalt von Konrad IV. in Nördlingen Gelegenheit bot. Als er weiteren Forderungen Albert Behaims nicht nachkam, verhängte dieser über ihn die Exkommunikation und wenig später auch über das Eichstätter Domkapitel, weil es dem Bischof beistand. Die Exkommunikation zog dennoch auch in der Folgezeit keine schwereren Konsequenzen nach sich. 
Die heute aufgestellte Grabplatte wurde unter dem Holzfußboden der Johanneskapelle aufgefunden. Sie wurde erst gegen Ende des 16. Jahrhunderts gefertigt.